# وستبورو (حوزه سرشماری)، ماساچوست
وستبورو (به انگلیسی: Westborough) یک منطقهٔ مسکونی در ایالات متحده آمریکا است که در شهرستان ووستر، ماساچوست واقع شده‌است. وستبورو ۴٫۹ کیلومتر مربع مساحت و ۴٬۰۴۵ نفر جمعیت دارد و ۹۵ متر بالاتر از سطح دریا واقع شده‌است.